# Ceriosporopsis capillacea
Ceriosporopsis capillacea är en svampart som beskrevs av Kohlm. 1981. Ceriosporopsis capillacea ingår i släktet Ceriosporopsis och familjen Halosphaeriaceae.   Inga underarter finns listade i Catalogue of Life.